# Onda Verde (kommun)
Onda Verde är en kommun i Brasilien.   Den ligger i delstaten São Paulo, i den sydöstra delen av landet, 600 km söder om huvudstaden Brasília. Antalet invånare är 3 884.
Följande samhällen finns i Onda Verde:
- Onda Verde

Omgivningarna runt Onda Verde är en mosaik av jordbruksmark och naturlig växtlighet. Runt Onda Verde är det ganska glesbefolkat, med 45 invånare per kvadratkilometer.